# أوستيل
أوستيل (بالإنجليزية: Austell, Georgia)‏ هي مدينة تقع في مقاطعة كوب، جورجيا بولاية جورجيا في الولايات المتحدة. تبلغ مساحة هذه المدينة 14.7 (كم²)، وترتفع عن سطح البحر 283 م، بلغ عدد سكانها 6581 نسمة في عام 2010 حسب إحصاء مكتب تعداد الولايات المتحدة.

## أعلام
- لاري موريس
- كينارد باكمان
- بيل ويب
- هومر هوبز
- آدم إيفرت

## وصلات خارجية
- Cities & Counties - Georgia.gov